# Herbert Dresel
Herbert Paul Dresel, hispanisiert Heriberto Dresel (* 13. August 1907 in Berlin; † 22. Oktober 1987 ebenda), war ein Kaufmann und Journalist, der im Exil in Buenos Aires am Emigrantentheater Freie Deutsche Bühne wirkte und nach seiner Rückkehr nach Berlin die Journalistentätigkeit wieder aufnahm.

## Leben und Wirken
Herbert Dresel wurde 1907 in Berlin als Sohn des praktischen Arztes Max Dresel geboren. Von früher Jugend an war er vom Theater fasziniert und entwickelte diesbezüglich einen soliden Wissensschatz und eine spezielle Beobachtungsgabe. Er besuchte das humanistisch ausgerichtete Friedrichswerdersche Gymnasium, das er nach Beendigung der 10. Klasse verließ, und betrieb danach ein Lederwarengeschäft am Bayerischen Platz. Dieses wurde bei dem Pogrom im November 1938 zerstört. 1934 wurde er Mitglied des B’nai B’rith, und zwar der Montefiori-Loge, der auch schon sein Vater angehört hatte.
Am 31. März 1939 emigrierte Dresel über Hamburg nach Südamerika, zuerst nach Uruguay, später nach Argentinien. Mit verschiedenen Arbeiten sicherte er sich seinen Lebensunterhalt; zum Beispiel handelte er wieder mit Lederwaren. Doch auch sein Hobby kam zum Zuge, denn er unterstützte das Emigrantentheater Freie Deutsche Bühne in Buenos Aires als Dramaturg und Hilfsregisseur. Aufgrund seiner Kontakte zur Kultur- und Theaterszene, die er sich in Berlin als nebenberuflicher Journalist für die Boulevardzeitung Die 12-Uhr-Zeitung erworben hatte, ergab sich außerdem die Möglichkeit, bei der Jüdischen Wochenschau als Feuilleton-Redakteur einzusteigen.
1964 kehrte er, nach eigener Aussage auf Einladung der Bundesregierung, nach Deutschland zurück. Hier arbeitete er bis 1980 für verschiedene deutsche Zeitungen wie die Nacht-Depesche und den Telegraf als lokaler und überregionaler Musik- und Theaterkritiker. Er galt als sachkundig und eloquent, aber bisweilen auch als allzu kritisch. 1976 wurde er Ehrenmitglied der Salzburger Festspiele.
Er verfasste zudem mehrere Artikel über die neu gegründete Leo-Baeck-Traditionsloge von B’nai B’rith, der er nach seiner Rückkehr beigetreten war und deren Präsident er 1977 wurde. Ebenso verfolgte er journalistisch die juristische und kulturelle Aufarbeitung der nationalsozialistischen Gräueltaten. Sein gesellschaftspolitisches Engagement beschränkte sich nicht nur darauf, sondern fand ab 1963 auch in der SPD seinen Niederschlag.
Nach dem Scheitern seiner 1933 geschlossenen Ehe mit Käthe Kraemer heiratete Herbert Dresel 1938 die 1909 geborene Berlinerin Betti Eick; 1941 wurde in Buenos Aires seine Tochter geboren. Er starb 1987 und hinterließ neben belletristischen Büchern eine aus Fachliteratur zu Musik, Theater und Politik bestehende Bibliothek, ergänzt durch eine umfangreiche Sammlung von Programmheften, vor allem zu Opern- und Festspielaufführungen der 1960er Jahre. Alljährlich hatte er den Salzburger und Bayreuther Festspielen beigewohnt. Diese Druckwerke, ein Konvolut Aufführungsfotos und vereinzelt auch Korrespondenzen sind im Archiv der Berliner Akademie der Künste einsehbar. Im Jüdischen Museum Berlin werden in der „Sammlung Herbert Dresel“ weitere Dokumente zu Leben und Wirken aufbewahrt, insbesondere Ausweise, Urkunden und Zeugnisse, Korrespondenzen sowie Typoskripte und veröffentlichte Artikel.